# 陳天達
陳天達，福建云霄人，清朝政治人物，同進士出身。
康熙九年（1670年），登庚戌科進士，授漳平縣知縣。